# Bezirk Muszyna
Bezirk Muszyna (pod koniec Bezirk Krynica) – dawny powiat (Bezirk) kraju koronnego Królestwo Galicji i Lodomerii, funkcjonujący w latach 1854–1867. Siedzibą starostwa było miasto Muszyna.

## Historia
Bezirk Muszyna utworzono w ramach reformy uwłaszczeniowej z okresu Wiosny Ludów (1848–1849), która likwidowała jurysdykcję właściciela ziemskiego nad poddanymi. W Galicji, dominium – jako podstawowa jednostka administracyjna i filar systemu feudalnego straciło rację bytu. Konieczne stało się zatem wprowadzenie nowego systemu administracyjnego, którego zręby powstały w latach 1851–1855. Nowy trójstopniowy podział administracyjny objął 21 cyrkułów (niem. Kreise), 179 małych powiatów (niem. Bezirke) i ponad 6000 gmin (niem. Gemeinde). 
Bezirk Muszyna objął obszar o wielkości 9,4 mil², zamieszkany był przez 25.727 ludzi i podzielony na 47 gmin katastralnych, w tym jedno miasto (Muszyna) i jedno miasteczko (Tylicz). Wszedł w skład cyrkułu sądeckiego, jako jeden z jego dziesięciu powiatów. Na południu powiat graniczył z Zalitawią.
Po nadaniu Galicji autonomii oraz powołaniu samorządu gminnego i powiatowego w 1865 zlikwidowano cyrkuły (Kreise). Dotychczasowe małe powiaty (Bezirke) w liczbie 179, utrzymały się do 1867 roku, kiedy to w następstwie kolejnej reformy administracyjnej (23 stycznia 1867) zostały zastąpione przez 74 większe powiaty. Obszar zniesionego Bezirk Muszyna wszedł wtedy w skład nowych powiatów nowosądeckiego i grybowskiego (vide podział w tabeli poniżej). 19 czerwca 1867 i 1 sierpnia 1878 częściowo zmieniono granice tych powiatów. Powiat grybowski zniesiono 1 kwietnia 1932, a gminy należące dawniej do Bezirk Muszyna włączono do powiatów nowosądeckiego i gorlickiego.

## Podział administracyjny (1854)
| Lp. | Gmina jednostkowa     | Powierzchnia | Ludność | Powiat w 1867 po zniesieniu |
| --- | --------------------- | ------------ | ------- | --------------------------- |
| 1   | Muszyna (M)           | 4280         | 1943    | nowosądecki                 |
| 2   | Muszynka              | 2125         | 658     | nowosądecki                 |
| 3   | Piorunka              | 1840         | 678     | grybowski                   |
| 4   | Polany                | 1440         | 431     | grybowski                   |
| 5   | Powroźnik             | 2825         | 678     | nowosądecki                 |
| 6   | Żegiestów             | 2610         | 795     | nowosądecki                 |
| 7   | Słotwiny              | 1470         | 329     | nowosądecki                 |
| 8   | Śnietnica             | 2315         | 717     | grybowski                   |
| 9   | Stawisza              | 1880         | 575     | grybowski                   |
| 10  | Szczawnik             | 3250         | 529     | nowosądecki                 |
| 11  | Tylicz (m)            | 4640         | 1282    | nowosądecki                 |
| 12  | Wierchomla Mała       | 1980         | 282     | nowosądecki                 |
| 13  | Wawrzka               | 785          | 272     | grybowski                   |
| 14  | Wojkowa               | 2130         | 493     | nowosądecki                 |
| 15  | Złockie               | 2140         | 503     | nowosądecki                 |
| 16  | Zubrzyk               | 1140         | 220     | nowosądecki                 |
| 17  | Banica                | 1565         | 495     | grybowski                   |
| 18  | Berest                | 1925         | 521     | grybowski                   |
| 19  | Brunary Niżne i Wyżne | 2065         | 745     | grybowski                   |
| 20  | Czarna                | 1110         | 453     | grybowski                   |
| 21  | Czertyżne             | 675          | 192     | grybowski                   |
| 22  | Czyrna                | 1775         | 550     | grybowski                   |
| 23  | Dubne                 | 1350         | 330     | nowosądecki                 |
| 24  | Florynka              | 3125         | 905     | grybowski                   |
| 25  | Jaszkowa              | 1045         | 289     | grybowski                   |
| 26  | Jastrzębik            | 1660         | 346     | nowosądecki                 |
| 27  | Jędrzejówka           | 1230         | 304     | nowosądecki                 |
| 28  | Izby                  | 2500         | 640     | grybowski                   |
| 29  | Kamienna              | 1690         | 346     | grybowski                   |
| 30  | Krynica               | 5435         | 1239    | nowosądecki                 |
| 31  | Leluchów              | 1625         | 320     | nowosądecki                 |
| 32  | Milik                 | 1810         | 525     | nowosądecki                 |
| 33  | Mochnaczka Niżna      | 2285         | 641     | grybowski                   |
| 34  | Mochnaczka Wyżna      | 2150         | 577     | grybowski                   |
| 35  | Bieliczna             | 690          | 196     | grybowski                   |
| 36  | Kotów                 | 840          | 237     | grybowski                   |
| 37  | Krzyżówka             | 435          | 167     | nowosądecki                 |
| 38  | Łabowa                | 2400         | 948     | nowosądecki                 |
| 39  | Łabowiec              | 1700         | 274     | nowosądecki                 |
| 40  | Łosie                 | 1350         | 318     | nowosądecki                 |
| 41  | Maciejowa             | 1270         | 375     | nowosądecki                 |
| 42  | Nowa Wieś             | 3840         | 862     | nowosądecki                 |
| 43  | Rostoka Mała          | 1050         | 151     | nowosądecki                 |
| 44  | Rostoka Wielka        | 1500         | 419     | nowosądecki                 |
| 45  | Uhryń Niżny i Wyżny   | 2020         | 525     | nowosądecki                 |
| 46  | Wierchomla Wielka     | 4780         | 1036    | nowosądecki                 |
| 47  | Składziste            | 660          | 292     | nowosądecki                 |

Objaśnienie:
(M) = miasto; (m) = miasteczko